# Liste des maires d'Artannes-sur-Indre

## Liste des maires
| Période           | Période           | Identité                          | Étiquette | Qualité                       |
| ----------------- | ----------------- | --------------------------------- | --------- | ----------------------------- |
| février 1790      | 1791              | Alexandre Bassereau               |           | Notaire                       |
| juin 1791         | 1791              | Pierre Lhommais                   |           | Boulanger                     |
| novembre 1791     | 1792              | Charles Lefebvre                  |           | Notaire                       |
| décembre 1792     | 1794              | Pierre Thion                      |           | Ancien sergent de la baronnie |
| janvier 1795      | 1800              | Guillaume Pélissier               |           | Meunier                       |
| 1800              | 1803              | Antoine Landriève des Bordes      |           | Propriétaire                  |
| novembre 1803     | 1805              | Jean-Benjamin Antoine             |           | Notaire                       |
| août 1805         | 1810              | Faucheux aîné                     |           | Notaire                       |
| 10 septembre 1810 | 1811              | Étienne-Louis Le Gardeur de Tilly |           | Propriétaire                  |
| 1er mai 1811      | 1814              | Guillaume Pélissier               |           | Meunier                       |
| 23 avril 1814     | 1818              | François Jahan                    |           |                               |
| juillet 1818      | 1819              | Jean-Baptiste Lebled              |           | Marchand                      |
| 21 juillet 1819   | 1839              | Antoine Landriève des Bordes      |           | Propriétaire                  |
| novembre 1839     | octobre 1848      | Théodore Rochefort                |           |                               |
| octobre 1839      | janvier 1852      | vacance du titre                  |           |                               |
| janvier 1852      | 1853              | Gustave de Cougny                 |           | Propriétaire                  |
| janvier 1854      | 1854              | Louis Lefèbvre                    |           |                               |
| août 1854         | 1860              | Alexandre Goüin                   |           | Banquier                      |
| octobre 1860      | 1861              | Roudeau                           |           |                               |
| mai 1861          | 1871              | Théodore Rochefort                |           |                               |
| mai 1871          | 1878              | Aimé Lefebvre                     |           | Notaire                       |
| décembre 1878     | 1884              | Gustave Magot                     |           |                               |
| mai 1884          | 24 septembre 1899 | Paul Cuirassier                   |           | Cultivateur                   |
| octobre 1899      | 1908              | Hippolyte Bonneau                 |           | Commerçant                    |
| mai 1908          | 1918              | Denis Nion                        |           | Cultivateur                   |
| juin 1918         | 1919              | Jean Pinard                       |           |                               |
| décembre 1919     | 1925              | Alfred Collas                     |           |                               |
| mai 1925          | 1929              | Auguste Girard                    |           |                               |
| mai 1929          | 1943              | Armand Bruère                     |           | Cultivateur                   |
| décembre 1943     | 1945              | Alfred Collas                     |           | Adjoint faisant fonction      |
| mai 1945          | 1947              | Druart Damassel                   |           |                               |
| octobre 1947      | 1958              | Alfred Collas                     |           |                               |
| avril 1958        | 1959              | François Ferrand                  |           |                               |
| mars 1959         | 1965              | Pierre Girault                    |           |                               |
| mars 1965         | février 1972      | Théophile Renaud                  |           |                               |
| avril 1972        | juin 1995         | Jean Menanteau                    |           | Instituteur                   |
| juin 1995         | mars 2008         | Sylvain Thimel                    |           | Médecin                       |
| mars 2008         | mars 2014         | Gérard Bougrier                   | DVD       | Haut fonctionnaire            |
| mars 2014         | mars 2020         | Bertrand Poitou                   | DVD       | Directeur administratif       |
| mars 2020         | En cours          | Isabelle Delacôte                 | DVD       | Directrice d’école            |

## Pour approfondir